# Supoj Saenla
Supoj Saenla, tajski igralec snookerja, * 15. avgust, 1980.
Saenla živi v mestu Chiang Mai.

## Kariera
Saenla se je prvič pridružil svetovni snooker karavani v sezoni 2008/09. Mesto si je zagotovil z zmago na Azijskem snooker prvenstvu (Asian Snooker Championship), kjer je v finalu premagal indijskega veterana Yasina Merchanta z izidom 7-0. V finale se je sicer prebil kljub porazu v prvem dvoboju proti Pakistancu Khurramu Aghi. Saenla je osvojil tudi naslov azijskega prvaka do 21 let in tajsko državno prvenstvo leta 2001. V sezoni 2009/10 zavzema na rating lestvici 78. mesto.
Saenla se je podal v poklicne vode leta 2002. Na prvih treh turnirjih sezone 2008/09 ni bil uspešen, saj se je dvakrat prebil med najboljših 96 igralcev in enkrat med najboljših 64.

## Osvojeni turnirji

### Amaterski turnirji
- ACBS azijsko prvenstvo do 21 let - 2001
- ACBS azijsko prvenstvo - 2007